# Chřepice
Chřepice jsou osada, část městyse Čachrov v okrese Klatovy v Plzeňském kraji. Nachází se asi tři kilometry jihozápadně od Čachrova. U osady pramení Bradenský potok, jeden z drobnějších přítoku řeky Ostružné. Jsou zde evidovány čtyři adresy. V roce 2011 zde trvale nikdo nežil.
Chřepice jsou také název katastrálního území o rozloze 2,72 km².

## Historie
První písemná zmínka o vesnici pochází z roku 1560.

## Obyvatelstvo
| Rok            | 1869 | 1880 | 1890 | 1900 | 1910 | 1921 | 1930 | 1950 | 1961 | 1970 | 1980 | 1991 | 2001 | 2011 | 2021 |
| -------------- | ---- | ---- | ---- | ---- | ---- | ---- | ---- | ---- | ---- | ---- | ---- | ---- | ---- | ---- | ---- |
| Počet obyvatel | 107  | 108  | 108  | 102  | 98   | 82   | 81   | 11   | 6    | 3    | 2    | 2    | 0    | 0    | 1    |
| Počet domů     | 10   | 12   | 14   | 14   | 13   | 13   | 14   | 14   | 14   | 1    | 1    | 1    | 1    | 1    | 1    |

## Obecní správa
Při sčítání lidu v letech 1850–1963 Chřepice byly osadou obce Jesení v okrese Klatovy. Od roku 1964 jsou částí městyse Čachrov v okrese Klatovy.

## Pamětihodnosti
- Přírodní rezervace Chřepice